# Ga Sosa
Ga Sosa (Tiếng Hàn: 소사역, Hanja: 素砂驛) là một ga trung chuyển trên Tàu điện ngầm Seoul tuyến 1 và Tuyến Seohae ở Sosabon-dong, Bucheon-si, Gyeonggi-do.

## Lịch sử
- 30 tháng 4 năm 1997: Bắt đầu kinh doanh[1][2]
- 16 tháng 6 năm 2018: Trở thành trạm trung chuyển với việc khai trương đoạn Sosa ~ Wonsi của Tuyến Seohae.
- 1 tháng 7 năm 2023: Trở thành ga trung gian với việc khai trương đoạn Sosa ~ Daegok của Tuyến Seohae.

## Bố trí ga

### Tuyến số 1 (3F)
| ↑ Yeokgok | ↑ Yeokgok | ↑ Đi qua | ↑ Đi qua | ↑ Đi qua | ↑ Đi qua | Yeokgok ↓ | Yeokgok ↓ |
|           | １        | ２       |          |          | ３       | ４        |           |
| ↑ Bucheon | ↑ Bucheon | Đi qua ↓ | Đi qua ↓ | Đi qua ↓ | Đi qua ↓ | Bucheon ↓ | Bucheon ↓ |

| 1 | ● Tuyến 1 | Địa phương | ← Hướng đi Yongsan · Đại học Kwangwoon · Yeoncheon |
| 2 | ● Tuyến 1 | -          | → Đường ray tàu tốc hành                           |
| 3 | ● Tuyến 1 | -          | → Đường ray tàu tốc hành                           |
| 4 | ● Tuyến 1 | Địa phương | → Hướng đi Bucheon · Bupyeong · Incheon →          |

| Tuyến và hướng                     | Cửa           | Ghi chú |
| ---------------------------------- | ------------- | ------- |
| Tuyến 1 (Hướng Incheon) → Lối ra   | 2-4, 5-2, 7-1 |         |
| Tuyến 1 (Hướng Yeoncheon) → Lối ra | 3-4, 5-3, 8-1 |         |

### Tuyến Seohae (B2F)
| ↑ Sân vận động Bucheon |
| \| S/B                 |
| Sosaeul ↓              |

| Hướng Bắc | ●Tuyến Seohae | ← Hướng đi Sân bay Quốc tế Gimpo · Daegok · Ilsan |
| Hướng Nam | ●Tuyến Seohae | → Hướng đi Sincheon · Choji · Wonsi →             |

## Xung quanh nhà ga
- Đại học Thần học Seoul[3]
- Bệnh viện Sejong
- Trường trung học nữ sinh Somyeong
- Trường trung học nữ sinh Somyeong
- Sosa Eoul Madang, Trung tâm Tự trị Cộng đồng Sosabon-dong (trước đây là Văn phòng Sosa-gu)
- Trung tâm Y tế Công cộng Sosa
- Trung tâm hỗ trợ thường trú Sosa
- Công viên thể thao giải trí Bucheon
- Thư viện Wonmi thành phố Bucheon
- Bệnh viện Bucheon St. Mary
- Trường Bucheon Hyerim

## Hình ảnh

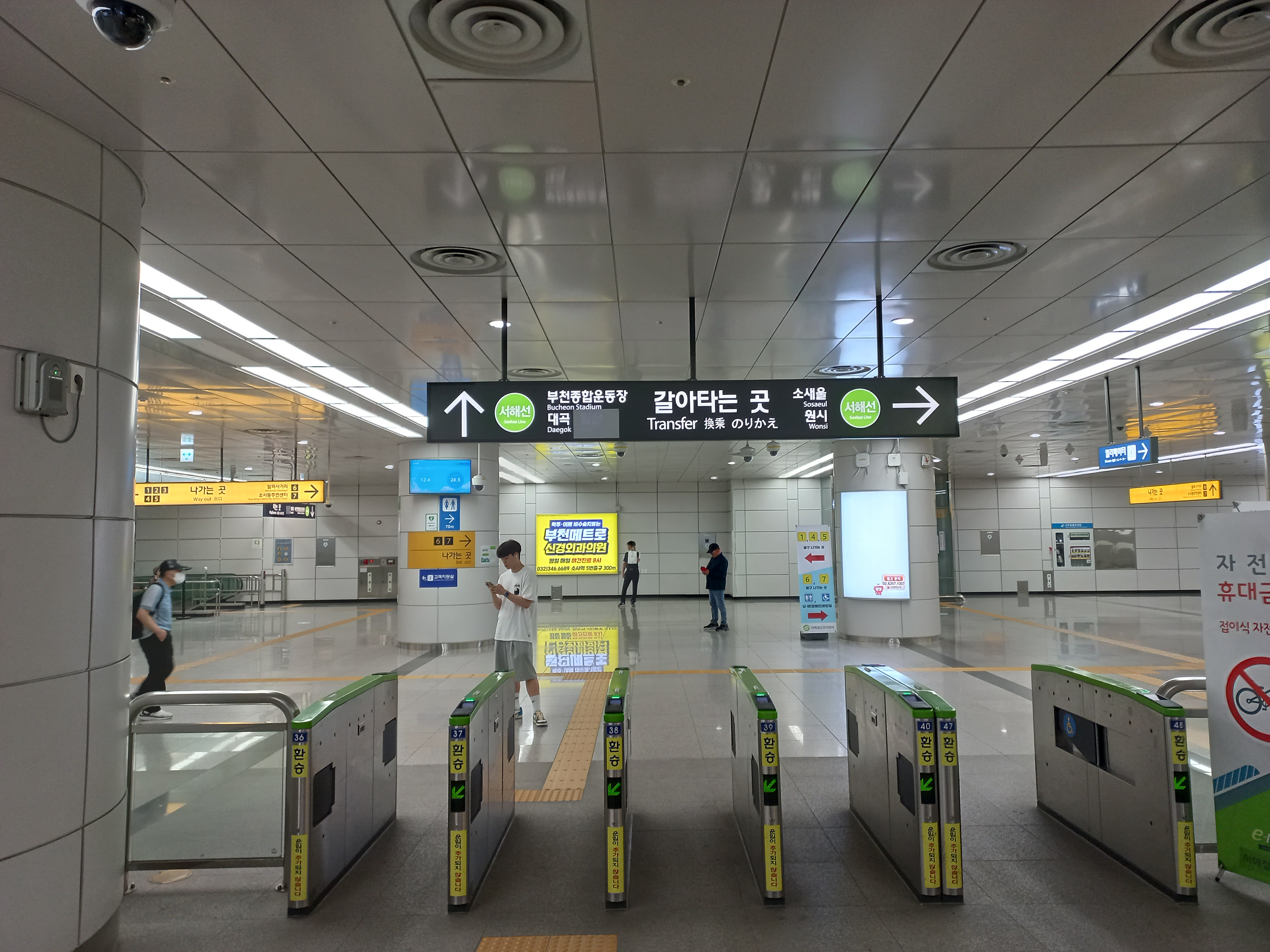
Cổng soát vé Tuyến Seohae